# 모압
모압 (/ˈmoʊæb/)은 오늘날 요르단 남부에 위치한 고대 레반트 왕국이다. 이 지역은 산악 지형이며 사해 동쪽 해안 대부분을 따라 위치해 있다. 모압 왕국의 존재는 수많은 고고학적 발견을 통해 입증되었으며, 그중 가장 주목할 만한 것은 메사 석비로, 이 석비는 이스라엘의 오므리 왕의 이름 없는 아들에 대한 모압의 승리를 묘사하고 있으며, 이 사건은 열왕기하 3장에서도 언급되어 있다. 모압의 수도는 디본이었다.
모압은 아브라함의 조카 롯의 두 딸이 조상으로 두 딸 중 하나는 모압인들의 조상, 또 하나는 암몬인들의 조상이 되었다고 알려져 있다. 이후 판관기 시기에 이스라엘 민족이 하느님을 섬기지 않을 때를 틈타 모압의 왕 에글론이 이스라엘을 침공해 다스렸다.
그러나 에글론이 이스라엘의 에훗에게 살해당하고 더 이상 모압인들은 이스라엘 민족을 다스리지 못했고 판간기 시기에 다른 이방 민족들과 섞여서 살았다. 판관기(사사기) 시기에는 모압 땅에 살다가 과부가 되어 베들레헴에 돌아온 이스라엘 여인 나오미의 둘째 며느리 룻이 이스라엘의 지주 보아스와 결혼하여 다윗의 증조할머니가 되기도 했다.
이후 모압인들은 이스라엘 민족들에게 정복당했고 요람 왕 때 모압 왕 메사가 이스라엘 왕국에 대항해 반란을 일으켜 독립해 문화적 전성기를 이룬다. 그러나 유대인 역사가 요세푸스의 기록에 따르면 기원전 582년 바빌로니아 제국의 침략으로 멸망했다.
구약성서에는 예언자 이사야에 의해 하나님의 적으로 지목되었고, 4세기 말 이후 나바테아인들에게 정복당한 것으로 보인다.

## 어원
모압이라는 단어의 어원은 불확실하다. 가장 오래된 해석은 코이네 그리스어 70인역 (창세기 19:37)에서 발견되는데, 이 구절은 모압의 혈통에 대한 분명한 암시로 이 이름을 ἐκ τοῦ πατρός μου("내 아버지로부터")라고 설명한다. 제안된 다른 어원들은 이를 "아버지의 씨"의 변형으로 보거나, "열망하다"라는 동사의 분사형으로 보아 "바람직한 (땅)"을 의미한다고 본다.
라시는 히브리어와 아랍어 및 다른 셈어에서 "아버지"를 의미하는 "아브(ab)"를 따서 모압이라는 단어가 "아버지로부터"를 의미한다고 설명한다. 그는 모압의 이름이 부적절했기 때문에 하느님이 이스라엘 민족에게 암몬인에게 했던 것처럼 모압인에게 고통을 가하는 것을 자제하라고 명령하지 않았다고 기록했다. 프리츠 홈멜은 모압을 임모아브("그의 어머니가 그의 아버지")의 약어라고 보았다.

## 역사

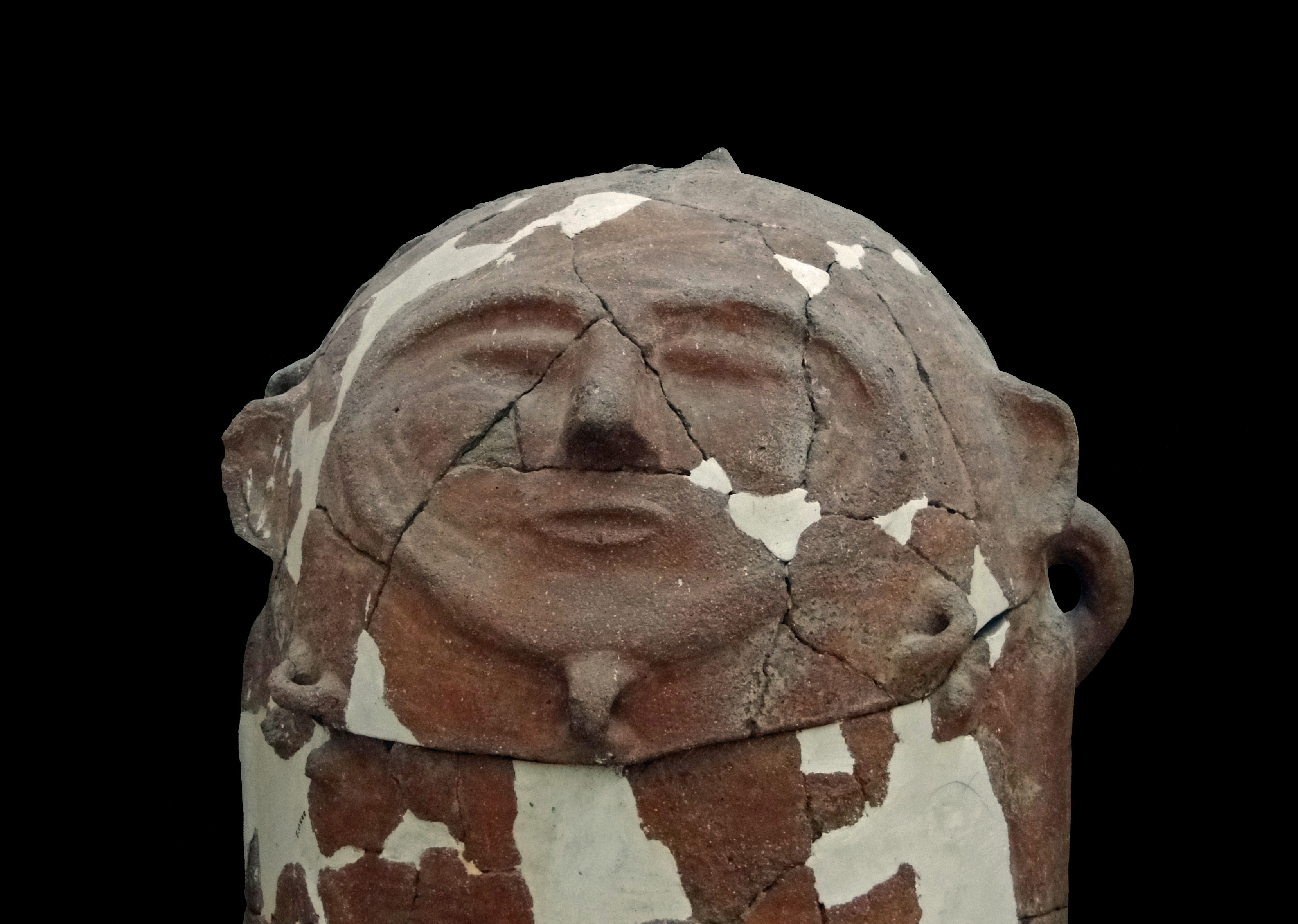
암만의 요르단 고고학 박물관에 있는 모압 석관

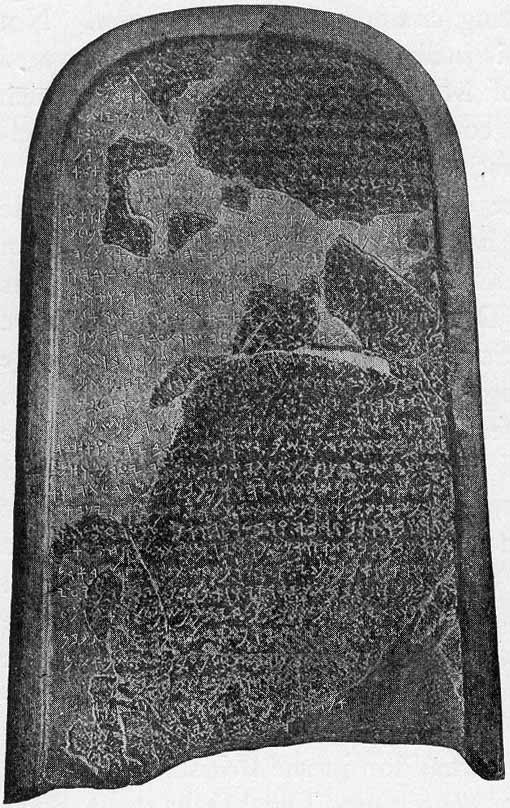
메사 석비는 메사 왕의 이스라엘 민족에 대한 전쟁을 묘사한다.

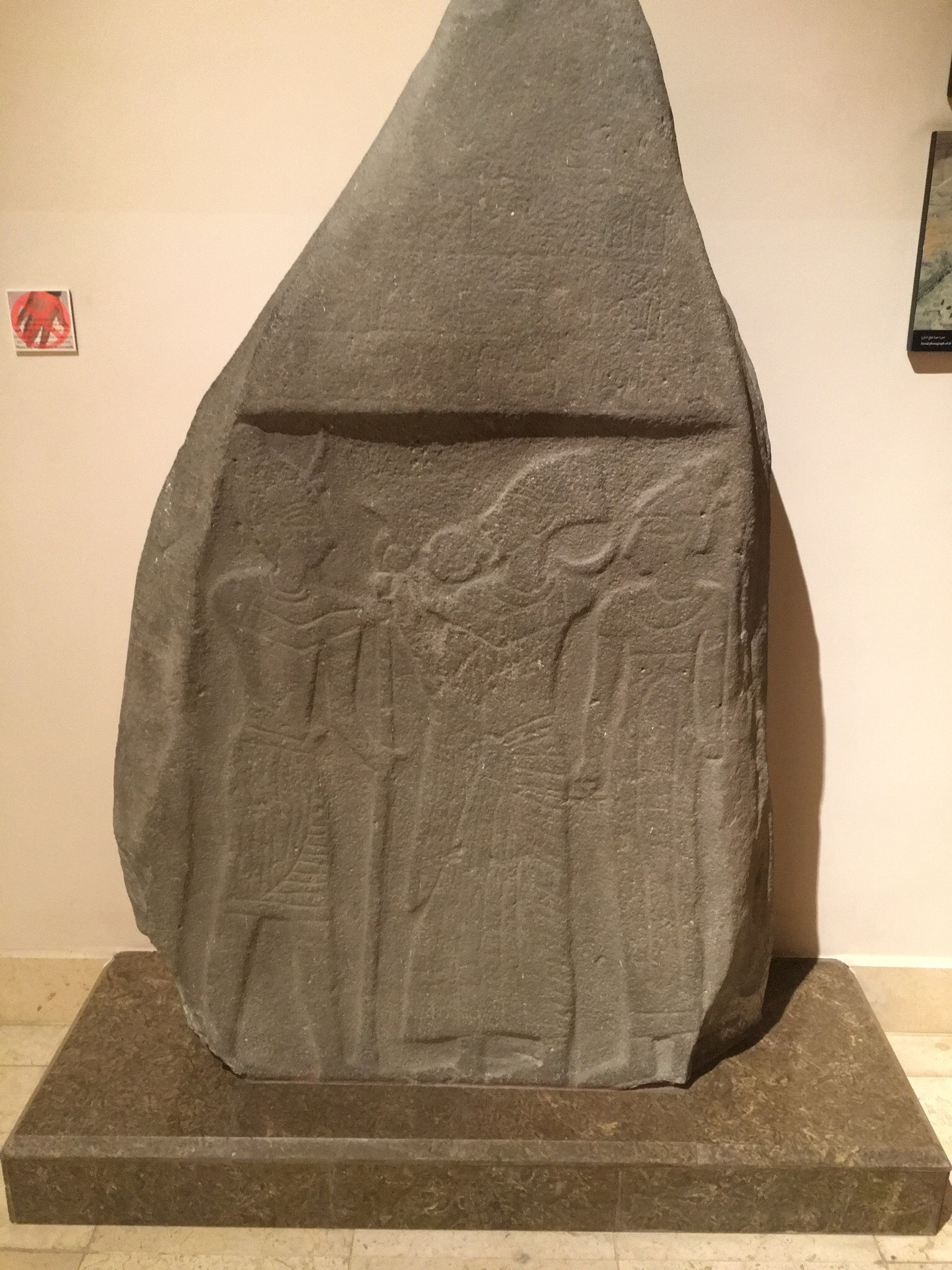
요르단 박물관에 전시된 알 발루 석비.

### 청동기 시대
이스라엘 왕국이 부상하기 전 모압 왕국의 존재는 기원전 13세기 람세스 2세 파라오가 룩소르에 세운 거대 조각상을 통해 유추되었다. 이 조각상에는 람세스 2세의 군사 작전 중 정복된 여러 민족들 사이에 무아브가 나열되어 있다. 초기 모압 국가의 핵심은 후기 청동기 시대에 기원한 와디 엘-와레와 와디 모지브 사이의 여러 정착지에 위치했던 것으로 보인다.:487
람세스 2세 시대의 네 개의 비문은 므위브(Mw-i-bw)를 가나안에 대한 이집트의 지배를 인정하지 않는 반항적인 장소로 언급하며, 세일산의 샤수와 함께 이집트를 습격했다. 파라오는 이 지역에 군대를 보내 반란을 진압했는데, 람세스 2세의 비문에는 주민들이 이웃한 가나안인들과 동일한 머리 모양(길게 모아서 묶은 머리)을 하고 있으며, 나중에 모압이라는 이름이 포함된 부조에 나타나는 샤수족처럼 땋은 머리 모양이 아니었다. 가능한 설명은 므위브가 실제로 모압 땅이었다면 당시에는 모압인 이전의 인구가 살고 있었고, 역사적인 모압인들은 기원전 12세기에야 이 지역에 정착했다는 것이다. 그러나 나아만은 므위브를 성경의 모압 땅과 동일시하는 것이 더 이상 유지될 수 없다고 주장했는데, 전자는 북쪽에 훨씬 더 가까웠을 가능성이 높았다. 케네스 키친은 나아만에게 나중에 답변하여 므위브를 모압과 동일시하는 것을 재확인했다.

### 철기 시대
기원전 9세기 메사 석비는 메사 왕이 케리호(디본의 숭배 지역)에 개방형 성소를 건축하고, 메데바, 아타롯, 느보와 같은 도시들이 있는 와디 엘-와레 북쪽 이스라엘 영토를 점령했으며, 야하즈 (모압 동쪽)도 점령하고, 바알므온, 키랴톤, 아로에르, 벳바못, 베셀, 메데바, 디블라톤, 그리고 그의 고향인 디본을 재건했다고 기록하고 있다.:488
기원전 8세기 비문은 암몬인에 대한 성공적인 군사 작전 이후 모압 왕국이 요르단계곡 동부로 확장되었음을 시사하는 것으로 보인다.
티글라트-필레세르 3세 (재위 기원전 745년 ~ 727년)의 님루드 점토 비문에는 모압 왕 살마누 (아마도 호세아 10:14에서 벳아르벨을 약탈한 살만일 것이다)가 아시리아에 조공을 바쳤다고 언급되어 있다. 사르곤 2세는 점토 각기둥에 블레셋, 유다 왕국, 에돔과 함께 모압이 자신에게 반란을 일으켰다고 언급하지만, 테일러 각기둥에는 히즈키야에 대한 원정을 기록하면서 모압 왕 캄무수-나드비 (그모스-나답)가 사르곤에게 종주국으로서 조공을 바쳤다고 기록되어 있다.:489
모압 왕 무수리 또한 므나쎄 (유다 왕국), 에돔의 코스가바르 및 레반트의 다른 왕들과 동시에 아사르하돈에게 조공을 바쳤다. 그들은 니네베로 건축 자재를 보냈다. 모압은 타하르카 파라오와의 이집트 원정 동안 아슈르바니팔을 군사적으로 지원했다. 아시리아의 봉신 지위는 모압이 아라비아 사막의 유목 부족, 특히 케다르인에 대한 아시리아의 지원을 대가로 받을 수 있게 했다. 카마스-할타 왕은 케다르의 왕 암물라디를 물리친 것으로 보인다.

### 쇠퇴
기원전 63년 폼페이우스가 로마의 레반트 정복 이후, 모압은 주변 민족에 동화되어 정체성을 잃었다.

### 19세기 여행가
이 지역을 여행했던 초기 근대 여행가로는 울리히 야스퍼 제첸 (1805), 요한 루트비히 부르크하르트 (1812), 찰스 레너드 어비와 제임스 맹글스 (1818), 그리고 루이 펠리시앙 드 소시 (1851)가 있다.

## 성경 서술
성경 기록에 따르면, 모압과 암몬은 소돔과 고모라의 파괴 이후 롯과 롯의 큰딸과 작은딸에게서 각각 태어났다. 성경은 모압인과 암몬인 모두를 롯의 아들들로 언급하며, 그의 딸들과의 근친상간으로 태어났다고 기록한다 (창세기 19:37–38).
모압인들은 처음에 사해 깊은 곳의 동쪽에 있는 비옥한 고지대에 살았는데, 그들은 와디 무지브에서 와디 하사까지 뻗어 있었다. 그들은 이 땅에서 본래 거주자였던 에밈인을 추방했다 (신명기 2:11). 그러나 그들 자신은 나중에 요르단 강을 건너온 호전적인 아모리인 부족들에게 남쪽으로 쫓겨났다. 성경에 시혼 왕의 지배를 받았다고 묘사된 이 아모리인들은 모압인들을 그들의 북쪽 경계를 이루는 아르논 강 남쪽 지역에 가두었다 (민수기 21:13; 판관기 11:18).
하느님은 이스라엘 민족이 약속의 땅에 들어가기 전에 모압에서 이스라엘 백성과 언약을 갱신했다(신명기 29:1). 모세는 하느님에 의해 약속의 땅에 들어가는 것이 허락되지 않아 그곳에서 죽었다 (신명기 34:5). 그는 모압의 알려지지 않은 장소에 묻혔고, 이스라엘 백성은 그곳에서 삼십 일 동안 애곡했다 (신명기 34:6–8).
판관기에 따르면, 이스라엘인들은 모압 땅을 통과하지 않고(판관기 11:18), 시혼의 왕국과 그의 수도인 헤스본을 정복했다. 가나안 정복 이후 모압과 이스라엘의 관계는 때로는 적대적이고 때로는 평화로운 복합적인 양상을 보였다. 베냐민 지파와는 적어도 한 번 이상 심각한 전투를 벌였는데, 그들의 친척인 암몬인들과 아말렉인들과 연합하여 싸웠다 (판관기 3:12–30). 베냐민 지파의 에훗 벤 게라 사사는 모압 왕 에글론을 암살하고 요르단 강 여울에서 이스라엘 군대를 이끌고 모압인들을 공격하여 많은 이들을 죽였다.

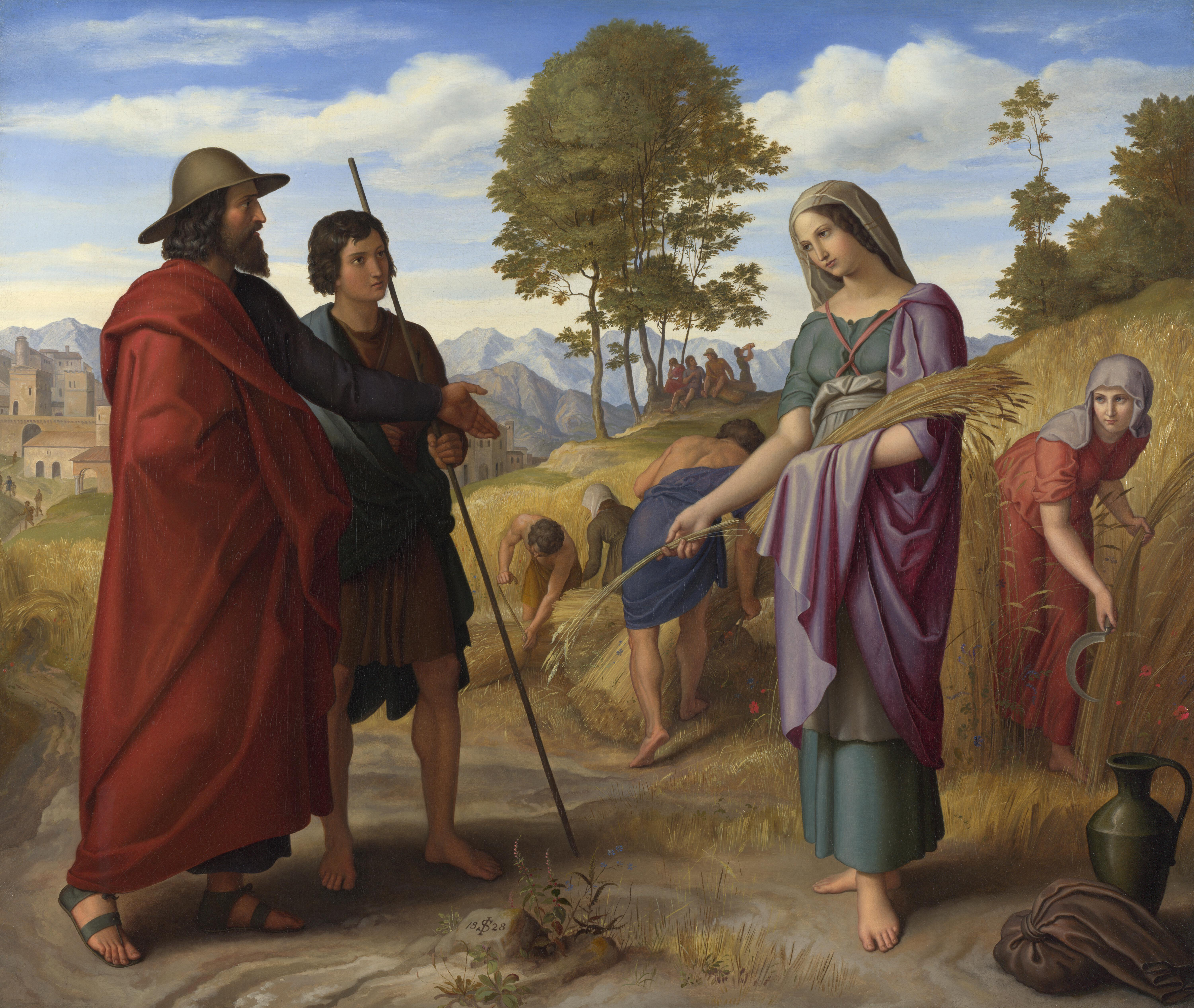
율리우스 슈노르 폰 카롤스펠트의 보아스 밭에 있는 룻

룻기는 모압과 유다 지파의 도시 중 하나인 베들레헴 사이의 우호적인 관계를 증언한다. 다윗 왕은 룻의 후손으로서 모압인의 혈통을 일부 지녔다고 할 수 있다. 그는 사울 왕에게 쫓겨 어려움을 겪을 때 부모를 모압 왕(그의 친척일 수도 있는)의 보호에 맡겼다. (사무엘상 22:3,4) 그러나 모든 우호적인 관계는 여기서 영원히 끝난다. 그 이름이 다음에 언급된 것은 다윗의 전쟁 기록인데, 다윗은 모압인들을 조공국으로 만들었다 (사무엘하 8:2; 역대상 18:2). 이 기간 동안 모압은 이스라엘 총독의 지배를 받았을 수 있다. 바빌로니아에서 유대아로 돌아온 유배자들 중에는 이름이 "모압의 통치자"를 의미하는 파핫 모압 가문 출신이 있었다. 모압 출신 룻은 유대교 개종자의 원형으로 여겨진다.
르호보암 재위 시 왕국이 분열되자 모압은 북방 왕국에 흡수된 것으로 보인다. 모압은 아합이 죽을 때까지 이스라엘 왕국의 종속국으로 남아 있었는데, E. R. 티엘레의 계산에 따르면 아합의 죽음은 대략 기원전 853년경이었다. 그 후 모압인들은 조공을 거부하고 독립을 주장하며 유다 왕국에 전쟁을 선포했다 (역대하 22:1).
대략 기원전 853년에 아합이 죽은 후, 메사가 이끄는 모압인들은 요람에게 반란을 일으켰다. 요람은 여호사밧, 유다 왕국의 왕, 그리고 에돔 왕과 동맹을 맺었다. 성경에 따르면, 예언자 엘리사는 이스라엘인들에게 적과 자신들 사이에 일련의 도랑을 파라고 지시했으며, 밤중에 이 도랑들은 기적적으로 물로 가득 차서 아침 햇살에 피처럼 붉게 보였다.
성경 기록에 따르면, 붉은색을 본 모압인들은 이스라엘인들과 그들의 동맹국들이 서로 싸운 것으로 착각했다. 전리품을 얻으려던 그들은 이스라엘인들에게 기습 공격을 받아 패배했다 (열왕기하 3). 그러나 메사 석비에 기록된 메사의 비문에는 그가 완전히 승리하여 이스라엘이 빼앗았던 모든 영토를 되찾았다고 기록되어 있다. 이 전투는 성경에 기록된 모압 역사에서 마지막 중요한 사건이다. 엘리사가 죽은 해에 그들은 이스라엘을 침공했고 (열왕기하 13:20), 나중에는 여호야킴에 대한 느부갓네살 2세의 원정을 도왔다 (열왕기하 24:2).
모압에 대한 언급은 예언서에 자주 나타난다 (이사야 25:10; 에스겔 25:8–11; 아모스 2:1–3; 스바니야 2:8–11). 이사야서 두 장(15장과 16장)과 예레미야서 한 장(48장)은 "모압에 대한 짐"에 할애되어 있다. 이스라엘인들이 하나님의 분노를 초래했다고 믿었던 그들의 번영과 교만이 자주 언급되며 (이사야 16:6; 예레미야 48:11–29; 스바니야 2:10), 이스라엘에 대한 그들의 경멸은 한 번 명시적으로 언급되어 있다 (예레미야서 48:27). 선지자들에 따르면 메시야의 통치 시대에 모압은 처리될 것이다. 스바니야서는 모압이 "영구적인 황무지"가 될 것이라고 명시한다.
모압은 에티오피아 테와히도 정교회에서 정경으로 간주되는 책인 메카뱐 2서에도 언급되어 있다. 이 텍스트에서 마카베오라는 이름의 모압 왕은 에돔과 아말렉과 연합하여 이스라엘을 공격하지만, 나중에 자신의 죄를 회개하고 이스라엘 종교를 받아들인다.

### 유대 전통에서
히브리어 성경에 따르면, 모압인들은 이집트를 떠난 이스라엘인들에게 환대하지 않았고, 발람을 고용하여 그들을 저주하게 했다. 결과적으로, 모압인 남성들은 토라 율법에 의해 유대인 여성과의 결혼이 금지되었다.
이 금지와 관련하여 사용된 "열 번째 세대"라는 용어는 무제한의 시간을 의미하는 관용구로 간주되며, 이집트 개종자가 공동체와 결혼할 수 있도록 허용하는 세 번째 세대와는 대조된다. 탈무드는 이 금지가 모압인 남성에게만 적용되며, 그들은 태어난 유대인이나 합법적인 개종자와 결혼할 수 없다고 본다. 모압인 여성은 유대교로 개종했을 때, 개종자가 코헨 (사제)과 결혼하는 일반적인 금지 사항만 적용되면서 결혼이 허용되었다. 그러나 이 금지는 바빌론 유수 기간 동안 지켜지지 않았고, 에즈라와 느헤미야는 남자들이 전혀 개종하지 않은 여자들과 결혼했기 때문에 율법으로 돌아가도록 강요하려고 했다 (에즈라 9:1–2, 12; 느헤미야 13:23–25). 솔로몬 왕의 상속자는 암몬 여인 나아마의 아들인 르호보암이었다 (열왕기상 14:21).
반면에 유다 지파의 베들레헴 에브라임 사람인 말론과 기룐이 모압 여인 오르바와 룻과 결혼한 것 (룻기 1:2–4), 그리고 남편이 죽은 후 룻이 보아스와 결혼하여 (룻기 4:10–13) 다윗의 증조 할머니가 된 것은 전혀 비난의 그림자 없이 언급된다. 그러나 탈무드적 설명은 율법의 언어가 모압인과 암몬인 남성에게만 적용된다는 것이다 (히브리어는 모든 셈어처럼 문법적 성을 가지고 있다). 탈무드는 또한 선지자 사무엘이 보아스 시대 이후 잊혀졌던 규칙에 대한 논쟁을 해결하기 위해 룻기를 썼다고 말한다. 또 다른 해석은 룻기가 단순히 사건을 공평하게 보고하며, 독자가 칭찬하거나 비난하도록 남겨둔다는 것이다.
바빌로니아 탈무드 예바못 76B는 그 이유 중 하나로 암몬인들이 이스라엘 자손들을 친근하게 맞이하지 않았고 모압인들이 발람을 고용하여 그들을 저주하게 했다고 설명한다. 두 민족의 반응의 차이는 하나님이 유대 백성에게 모압인들을 괴롭히는 것을 허용했지만 (전쟁은 아님) 암몬인들을 괴롭히는 것조차 금지하게 했다 (신명기 23:3–4).
요아스는 신이라 자처한 네 명의 남자 중 한 명이었다. 그는 특히 방백들의 설득에 넘어갔는데, 그들이 그에게 "만약 당신이 신이 아니라면 지성소에서 살아 나올 수 없었을 것입니다" (출애굽기 랍바 8:3)라고 말했다. 그는 두 명의 신하에게 암살당했는데, 한 명은 암몬 여인의 아들이었고 다른 한 명은 모압 여인의 자손이었다 (역대하 24:26). 이는 하나님이 "두 배은망덕한 가문의 후손들이 배은망덕한 요아스를 징벌하게 하라" (얄쿠트)고 말씀하셨기 때문이다 (출애굽기 262). 모압과 암몬은 롯이 두 딸과 근친상간하여 낳은 자손으로, 창세기 19:30–38에 묘사되어 있다.
여호사밧은 그 후 이스라엘의 요람과 함께 이스라엘에 조공을 바치고 있던 모압인들과 전쟁을 벌였다. 모압인들은 제압되었지만, 메사가 자신의 아들이자 유일한 상속자를 모압 길의 성벽 위에서 화목 제물로 바치는 행위에 이스라엘은 경악하여 철수하고 고국으로 돌아갔다.
예레미야서에 따르면 모압은 교만과 우상숭배 때문에 바빌론으로 유배되었다. 라시에 따르면, 이는 이스라엘의 조상 아브라함이 모압의 조상 롯을 소돔에서 구했음에도 불구하고 그들이 심하게 배은망덕했기 때문이기도 하다. 예레미야는 모압의 포로 생활이 말세에 돌아올 것이라고 예언한다.
스바니야서는 "모압은 반드시 소돔과 같이 되고, 암몬 자손은 고모라와 같이 될 것이다 – 잡초로 뒤덮이고 염전으로 가득하며 영구적인 황무지가 될 것이다" (2:9)라고 명시한다. 이스라엘인에 의한 그들의 패배에 대한 예언은 유대 하스몬 왕국 왕 알렉산드르 얀나이오스의 정복과 관련이 있다. 이 시기에 모압인들은 "아라비아 모압인"이라고 불렸다.

### 히브리어 성경의 경계
에스겔 25:9에는 벳예시못 (북쪽), 바알므온 (동쪽), 기랴다임 (남쪽)으로 경계가 표시되어 있다. 그러나 이 경계가 고정적이지 않았음은 이사야 15–16와 예레미야 48에 언급된 도시 목록에서 분명하다. 이 목록에는 벳예시못 북쪽에 헤스본, 엘르알레, 야셀이 언급되어 있고, 바알므온 동쪽에 마다바, 벳가물, 므바앗이 언급되어 있으며, 기랴다임 남쪽에 디본, 아로에르, 베셀, 야하즈, 키르하레셋이 언급되어 있다. 성경에 언급된 주요 모압의 강은 아르논, 디본 또는 디몬, 그리고 님림이다. 북쪽에는 길고 깊은 여러 계곡과 모세가 죽은 곳으로 유명한 느보산이 있다 (신명기 34:1–8).
아모리인의 침략 이전에 모압이 가장 넓게 확장되었던 시기에 모압이 차지했던 영토는 자연스럽게 세 개의 독립된 부분으로 나뉘었다. 즉, 성경에서 "모압 들"(룻기 1:1,2,6)이라고 불리는 아르논 강 남쪽의 에워싸인 지역 또는 주(州), 여리고 건너편 아르논 강 북쪽의 좀 더 개방된 구릉 지대로 길르앗 언덕까지 이어지는 "모압 땅"(신명기 1:5; 32:49), 그리고 요르단 계곡의 열대성 깊은 곳에 있는 해수면 아래 지역(민수기 22:1)이다.

## 종교
모압의 종교에 대한 언급은 드물다. 모압인들은 대부분 다른 고대 셈족어를 사용하는 민족들처럼 고대 셈족 종교를 따랐으며, 민수기는 그들이 이스라엘인들을 그들의 희생에 참여하도록 유도했다고 말한다 (민수기 25:2; 판관기 10:6). 그들의 최고 신은 그모스였던 것으로 보이며, 성경은 그들을 "그모스의 백성"이라고 부른다 (민수기 21:29; 예레미야 48:46). 철기 시대에 데이르 알라, 다미야, 아타루즈 또는 키르벳 알-무다이나와 같은 곳에서 여러 모압 숭배 유적지가 발견되었다.
열왕기하에 따르면, 때때로 특히 심각한 위험에 처했을 때 인신공양이 그모스에게 바쳐졌는데, 메사가 아들이자 상속자를 그에게 바친 것이 그 예이다 (열왕기하 3:27). 그럼에도 불구하고 솔로몬 왕은 예루살렘 앞 산에 그모스를 위한 "산당"을 지었는데 (열왕기상 11:7), 성경은 이를 "모압의 역겨운 것"이라고 묘사한다. 이 제단은 요시아의 통치 때까지 파괴되지 않았다 (열왕기하 23:13). 모압 석비는 또한 (17행) 그모스의 여성 배우자인 아슈타르-그모스를 언급한다.

## 언어
모압어는 모압에서 사용되었다. 이 언어는 성서 히브리어, 암몬어 및 에돔어와 밀접하게 관련된 가나안어였으며, 페니키아 문자의 변형을 사용하여 기록되었다. 이에 대한 대부분의 지식은 메사 석비에서 비롯되는데, 이는 이 언어로 된 유일한 알려진 광범위한 텍스트이다. 또한, 세 줄짜리 엘-케라크 비문과 몇몇 인장이 있다.

## 내용주
1. ↑  모압어: 파일:Phoenician 𐤌𐤀𐤁.svg 마압; 고대 히브리어: מוֹאָב 모아브; 고대 그리스어: Μωάβ 모압; 아시리아어: 𒈬𒀪𒁀𒀀𒀀 무아바, 𒈠𒀪𒁀𒀀𒀀 마바, 𒈠𒀪𒀊 마압; 이집트어: 𓈗𓇋𓃀𓅱𓈉 무이부

## 같이 보기
- 모압 평야, 여리고 건너편 요르단 강변 지역

## 추가 문헌
- Bienkowski, Piotr (1992). 《Early Edom and Moab: The Beginning of the Iron Age in Southern Jordan》. J. R. Collis. ISBN 9780906090459.
- Dearman, John Andrew (1989). 《Studies in the Mesha Inscription and Moab》. Scholars Press. ISBN 9781555403577.
- 빌헬름 게제니우스의 히브리어 문법서에 성서 히브리어와 메사 비문의 언어를 비교한 내용이 많이 나온다. 예: 틀:Cite GHG, 틀:Cite GHG, 틀:Cite GHG, 틀:Cite GHG, 틀:Cite GHG, 틀:Cite GHG, 틀:Cite GHG, 틀:Cite GHG, 틀:Cite GHG 등.
- Jacobs, Joseph and Louis H. Gray. "Moab". 유대 대백과사전. Funk and Wagnalls, 1901–1906, 다음 참고문헌을 인용한다:
  - Tristram, H. B. (1874). 《The Land of Moab: Travels and Discoveries on the East Side of the Dead Sea and the Jordan》 Seco판. London: John Murray.
- MacDonald, Burton (2020). 《A History of Ancient Moab from the Ninth to First Centuries BCE》. SBL Press. ISBN 978-1-62837-268-7.
- Routledge, Bruce (2004). 《Moab in the Iron Age: Hegemony, Polity, Archaeology》. University of Pennsylvania Press. ISBN 9780812238013.